# Лепорский, Николай Иванович
Николай Иванович Лепорский (1877—1952) — советский терапевт, доктор медицины (1911), академик AMН СССР (1944), заслуженный деятель науки РСФСР (1944), лауреат Сталинской премии (1952), генерал-майор медицинской службы (1951).

## Биография
Родился в семье священника, окончил в 1897 году Нижегородскую духовную семинарию.
В 1903 году окончил с отличием медицинский факультет Юрьевского университета, получив степень лекаря. Участник Русско-японской войны (1904—1905), служил младшим военврачом.
В 1906—1917 годах — ассистент, директор факультетской клиники внутренних болезней Юрьевского университета. В 1911 году защитил докторскую диссертацию на тему «Материалы к физиологии условного торможения».
В 1917—1923 годах — ординарный профессор, заведующий госпитальной терапевтической клиникой медицинского факультета Томского университета.
В 1923—1942 годах[уточнить] — заведующий кафедрой госпитальной терапевтической клиники медицинского факультета Воронежского университета, избирался деканом медицинского факультета.
В 1942—1952 годах — начальник кафедры госпитальной терапевтической клиники Военно-медицинской академии Красной Армии им. С. М. Кирова.
Избирался делегатом XVI-го Всероссийского съезда Советов и VII-го съезда Советов СССР.
Похоронен в Санкт-Петербурге на «Литераторских мостках».

## Основные научные труды
- Материалы к физиологии условного тормошения, дисс., Спб., 1911
- Случай длительной остановки сердца, вызванной повреждением его иглою, Рус. врач, т. И, № 4, с. 118, 1913
- Овощи и деятельность пепсиновых желез, Томск, 1922
- Овощи и их физиологическое значение в пищеварении, Воронеж, 1934
- Некоторые вопросы клинической физиологии желудка, Л., 1948
- К клинической физиологии поджелудочной железы, Клин, мед., т. 28, № 8, с. 11, 1950
- Болезни поджелудочной железы, М., 1951. (Монография удостоена Государственной премии СССР)

## Семья
- отец — Иван Петрович Лепорский (ок. 1835—1887), священник дворянского приюта в Нижнем Новгороде.
- брат — Пётр Иванович Лепорский (1871—1923), духовный писатель, протоиерей, профессор Петербургской духовной академии.
- брат — Александр Иванович Лепорский, директор Псковской духовной семинарии, отец ученицы Казимира Малевича художницы Анны Лепорской.
- брат — Владимир Иванович Лепорский, директор ДГТУ в годы Великой Отечественной войны, отец директора завода «Азовсталь» Владимира Лепорского.
- жена — Антонина Родионовна (дев. Машкина, 1878—1950)
- сын — Николай (1910—1952), врач, физиолог.
- дочь — Татьяна (1911—1975), врач-педиатр.
- сын — Алексей (1912—1993), химик, доцент Военно-медицинской академии в Санкт-Петербурге.